# Fritz Paulsen

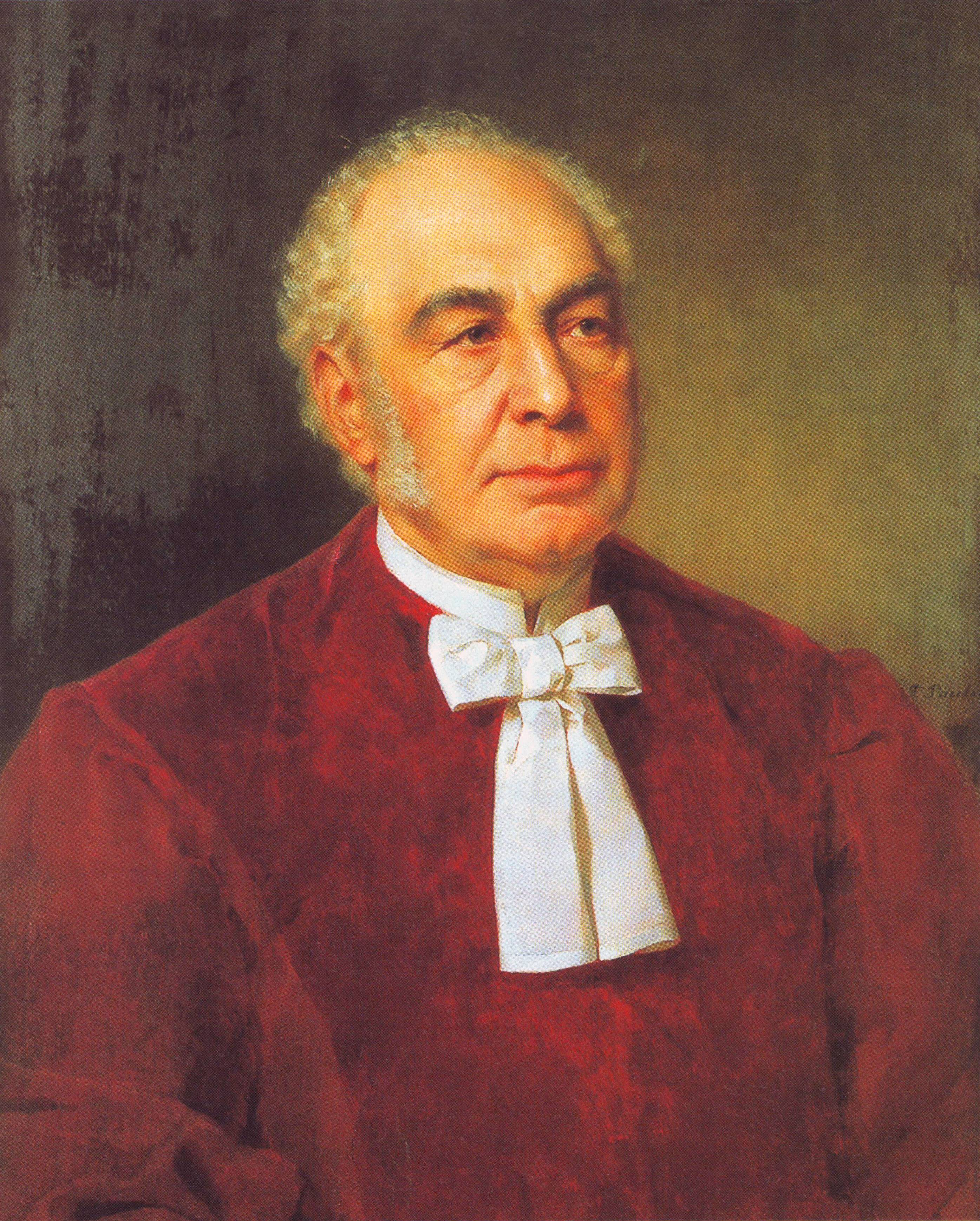
Eduard von Simson por Fritz Paulsen

Christian Theodor Friedrich “Fritz” Paulsen (* 31 de mayo de 1838 en Schwerin; † 22 de febrero de 1898 en Berlín) fue un pintor de género y un destacado retratista alemán.

## Vida y obra

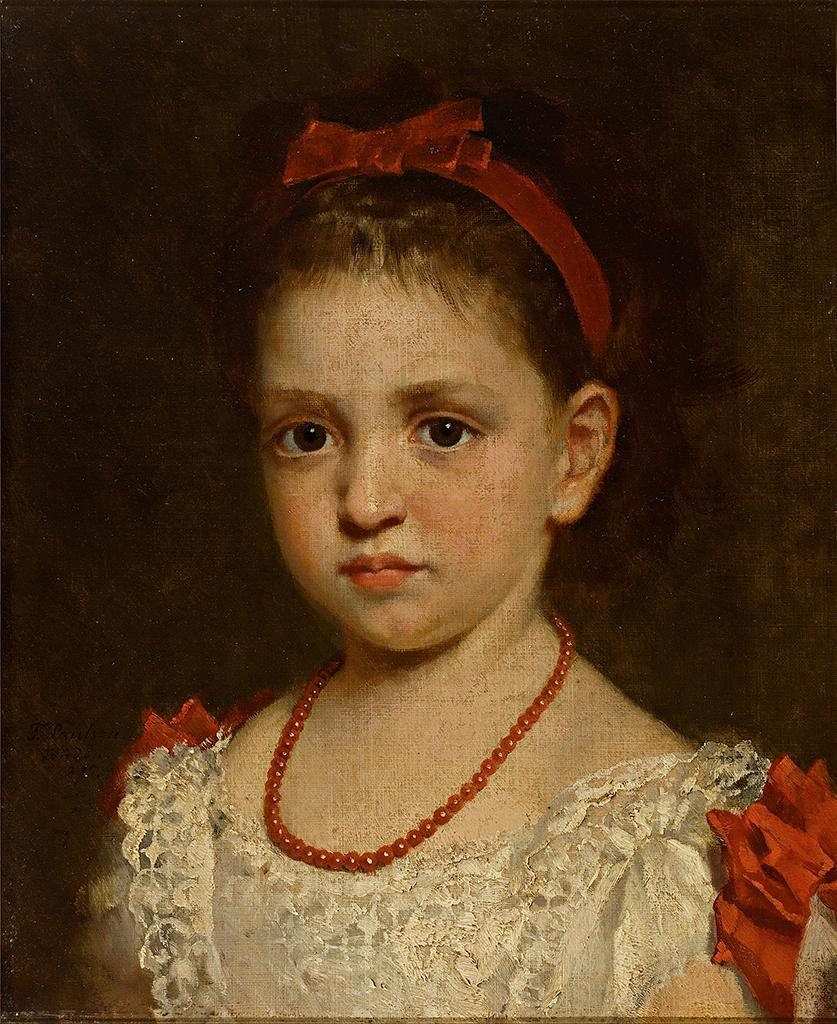
Fritz Paulsen - Mädchen mit roter Schleife und Korallenkette (1875)

Paulsen estudió en la Academia de Arte de Düsseldorf entre 1859 y 1860. Allí sus profesores fueron Andreas y Karl Müller, Heinrich Mücke y Karl Ferdinand Sohn.  En 1868 se convirtió en alumno de Carl Theodor von Piloty en Múnich. Tras finalizar sus estudios, pasó temporadas en París y Londres, donde realizó principalmente retratos. Desde 1871 hasta su muerte, Paulsen vivió y trabajó en Berlín, donde sus cuadros estuvieron representados en casi todas las exposiciones importantes y se hicieron muy populares. Algunos encargos le llevaron temporalmente a Constantinopla, Breslau, Hamburgo y Hannover. También era profesor y vivió en la Dorotheenstrasse nº 83 desde 1886.
Paulsen era amigo del escritor Julius Stinde. Stinde describe las visitas al estudio de Paulsen en la Dorotheenstrasse n.º 28 en el capítulo El retrato en su novela La familia Buchholz, segunda parte. Un encuentro con Paulsen también se describe en Los Buchholz en Italia.

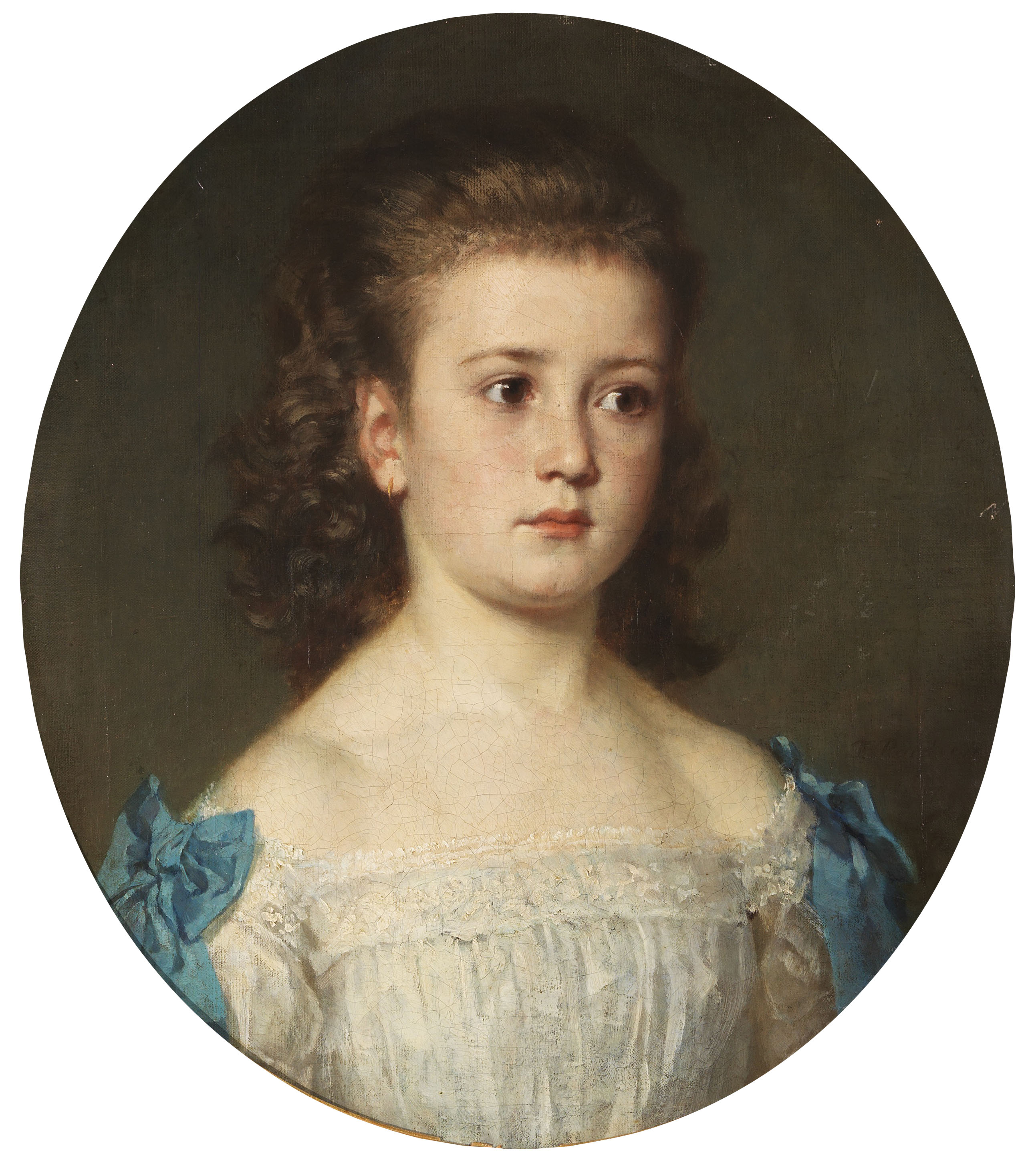
Fritz Paulsen - Porträt eines Mädchens mit Goldohrring 1877

## Obras (selección)
Algunas de sus más de 200 obras se conservan en museos de Schwerin. Los cuadros más famosos incluyen:
- El deshollinador con bola de nieve (1867)
- Visita a la guardería (1872)
- Hojas de alcaravea o Berliner Bauernfanger (1874)
- Diario fijo (1876)
- En la oficina de colocación [alquiler de sirvientes] (1881).[4]

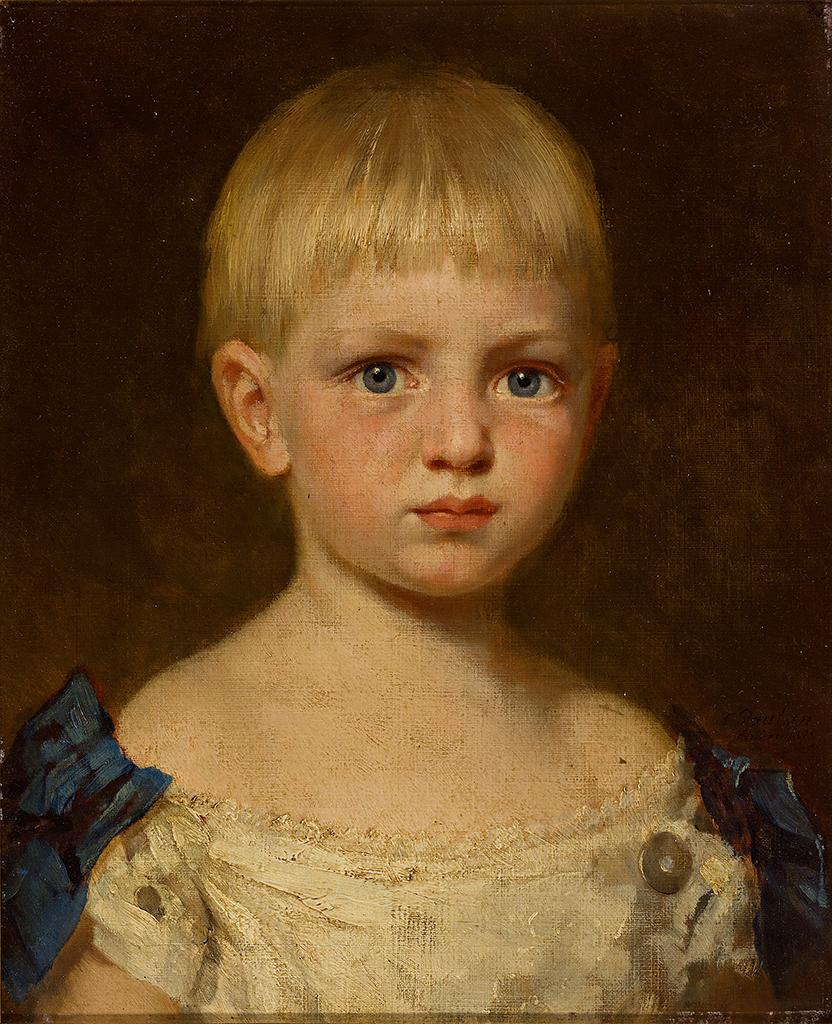
Fritz Paulsen - Blondes Mädchen mit Rüschenkleid (1875)

### Retratos
- Wilhelm Leibl (1870)
- El Alcalde Max von Forckenbeck (1879) y “como presidente del Reichstag” (1891)
- El embajador real de Baviera Gideon von Rudhart (alrededor de 1880)
- La esposa de Rudhart (alrededor de 1880)
- Federico Francisco II de Mecklemburgo (1884)
- El escritor Dr. Julius Stinde (1885)
- Federico Francisco III. de Mecklemburgo (1893)